# Ваду-Моцилор
Ваду-Моцилор (рум. Vadu Moților) — село у повіті Алба в Румунії. Адміністративний центр комуни Ваду-Моцилор.
Село розташоване на відстані 327 км на північний захід від Бухареста, 58 км на північний захід від Алба-Юлії, 64 км на південний захід від Клуж-Напоки.

## Населення
За даними перепису населення 2002 року у селі проживали 203 особи, усі — румуни. Усі жителі села рідною мовою назвали румунську.